# Dobino (Wałcz)
Pour les articles homonymes, voir Dobino.
Dobino est un village de Pologne, situé dans la gmina de Wałcz, dans le powiat de Wałcz, dans la voïvodie de Poméranie occidentale.

## Histoire
De 1815 à 1945, Breitenstein fait partie de l'arrondissement de Deutsch Krone dans le district de Marienwerder, au sein de la province de Prusse-Occidentale.